# Eteobalea beata
Eteobalea beata ist ein Schmetterling (Nachtfalter) aus der Familie der Prachtfalter (Cosmopterigidae).

## Merkmale
Die Falter erreichen eine Flügelspannweite von 13 bis 22 Millimeter. Die Fühler sind schwärzlich und weißlich geringelt. Das Fühlerbasisglied ist außen auffällig weiß geringelt. Die Labialpalpen reichen über den Kopf hinaus. Sie sind weiß und haben an der Basis einen schwärzlichen Ring. Das mittlere Glied hat in der Nähe des Apex einen undeutlichen bronzefarbenen Ring. Auf dem letzten Glied befinden sich zwei schwarze Ringe. Der Kopf ist milchig weiß. Der Thorax ist bronzeschwarz. Eteobalea beata ähnelt Eteobalea intermediella und Eteobalea sumptuosella, unterscheidet sich aber durch den dritten Costalfleck, der mehr in Richtung Apex verlängert ist. Eine sichere Artbestimmung ist nur durch Genitaluntersuchung möglich.
Bei den Männchen ist das Tegumen parallelwandig, die hintere Ausbuchtung ist sehr groß, tief und rundlich. Das rechte Brachium ist leicht gekrümmt und etwa zweieinhalb mal so lang wie das linke. Das rechte Brachium hat einen großen abgeplatteten Apex, das linke ist spitz. Die Valven sind stiefelförmig. Die rechte Valvella ist dick und keulenförmig. Der Aedeagus ist kurz und nahezu gerade. Er hat einen kräftigen röhrenförmigen Teil und verjüngt sich allmählich.
Bei den Weibchen ist das 8. Segment breiter als lang. Das Ostium bursae ist halbkreisförmig. Das Sterigma hat einen quer verlaufenden sklerotisierten Kamm. Der Ductus bursae ist fast zweimal so lang wie das Corpus bursae. Das Corpus bursae ist länglich und hinten am breitesten. Er hat eine bauchige, lange Vorwölbung, die sich allmählich verjüngt. Es sind zwei kleine dreieckige Signa ausgebildet.

## Verbreitung
Eteobalea beata ist im westlichen Mittelmeerraum in Südfrankreich, Italien, auf der Iberischen Halbinsel und in Nordafrika (Algerien) verbreitet. Nachweise aus östlicheren Regionen beziehen sich auf intermediella und anonymella. Verbreitungsangaben die vor 1965 publiziert wurden, beziehen sich auf Stagmatophora beata sensu lato – einem Artkomplex, der sich aus beata, intermediella und anonymella zusammensetzt.

## Biologie
Die Art wurde in Italien an Löwenmaul (Antirrhinum) gesammelt. Die Wirtspflanzen und der Lebenszyklus ähneln vermutlich denen von Eteobalea intermediella und Eteobalea serratella. Die Falter fliegen von Mai bis August.

## Systematik
Aus der Literatur ist folgendes Synonym bekannt:
- Stagmatophora beata Walsingham, 1907

## Belege
1. 1 2  Walsingham (1907): Descriptions of new species of Stagmatophora, H.-S. (Lepidoptera: Tineina). The Entomologist's Monthly Magazine 43: 177-181
2. 1 2 3 4 5 6  J. C. Koster, S. Yu. Sinev: Momphidae, Batrachedridae, Stathmopodidae, Agonoxenidae, Cosmopterigidae, Chrysopeleiidae. In: P. Huemer, O. Karsholt, L. Lyneborg (Hrsg.): Microlepidoptera of Europe. 1. Auflage. Band 5. Apollo Books, Stenstrup 2003, ISBN 87-88757-66-8, S. 142 (englisch).
3. ↑  Eteobalea beata bei Fauna Europaea. Abgerufen am 12. Februar 2012